# Tennessee Titans 2023
La stagione 2023 dei Tennessee Titans è stata la 54ª della franchigia nella National Football League, la 64ª complessiva, la 27ª nello stato del Tennessee e la sesta e ultima con Mike Vrabel come capo-allenatore.
sconfitte, quarti nella AFC South e non qualificati ai playoff, i Titans licenziarono il capo-allenatore Vabrel.

## Scelte nel Draft 2023
| Scelte dei Titans nel Draft 2023 |        |                 |                  |              |                        |
| Giro                             | Scelta | Scelta          | Ruolo            | College      | Note                   |
| 1                                | 11     | Peter Skoronski | Offensive tackle | Northwestern |                        |
| 2                                | 33     | Will Levis      | Quarterback      | Kentucky     | Da Houston via Arizona |
| 3                                | 81     | Tyjae Spears    | Running back     | Tulane       |                        |
| 5                                | 147    | Josh Whyle      | Tight end        | Cincinnati   |                        |
| 6                                | 186    | Jaelyn Duncan   | Offensive tackle | Maryland     | Da Atlanta             |
| 7                                | 228    | Colton Dowell   | Wide receiver    | UT Martin    |                        |

## Staff
| Staff dei Tennessee Titans |
| --- |
| Organi dirigenziali - Proprietario – KSA Industries - Proprietario controllante – Amy Adams Strunk - Presidente/CEO – Burke Nihill - Vice presidente esecutivo/general manager – Jon Robinson - Vice presidente presidente dell'amministrazione del football – Vin Marino - Vice presidente del personale dei giocatori – Ryan Cowden - Direttore del personale dei giocatori – Monti Ossenfort - Direttore degli osservatori del college – Jon Salge - Direttore degli osservatori dei professionisti – Brian Gardner - Assistente dir. osservatori dei professionisti – Kevin Turks - Osservatore professionisti – Blaise Taylor - Osservatore college – Matt Miller Capo allenatore - Mike Vrabel Altri allenatori - Preparatore atletico – Frank Piraino - Assistente p.a. – Brian Bell Allenatori dell'attacco - Coordinatore offensivo – Todd Downing - Gioco sui passaggi – Tim Kelly - Quarterback – Pat O'Hara - Running back – Tony Dews - Wide receiver – Rob Moore - Tight end – Luke Steckel - Offensive line – Keith Carter - Assistente offensive line – Mike Sullivan - Assistente offensive line – Jason Houghtaling - Offensive assistant – Erik Frazier Allenatori della difesa - Coordinatore difensivo – Shane Bowen - Defensive line – Terrell Williams - Outside linebacker – Ryan Crow - Inside linebacker – Bobby King - Assistente inside linebacker – Zak Kuhr - Secondary − Anthony Midget - Safety – Scott Booker - Assistente difesa senior – Jim Schwartz Allenatori dello special team - Coordinatore dello special team – Craig Aukerman - Assistente special team – Chase Blackburn |

## Roster
| Roster dei Tennessee Titans |
| --- |
| Quarterback - 8 Will Levis - 17 Ryan Tannehill - 7 Malik Willis Running Back - 36 Julius Chestnut - 22 Derrick Henry - 32 Tyjae Spears Wide Receiver - 16 Treylon Burks - 14 Colton Dowell - 10 DeAndre Hopkins - 5 Kearis Jackson - 11 Chris Moore - 15 Nick Westbrook-Ikhine Tight End - 85 Chigoziem Okonkwo - 88 Trevon Wesco - 81 Josh Whyle Offensive Linemen - 55 Aaron Brewer C - 60 Daniel Brunskill G - 71 Andre Dillard T - 79 Jaelyn Duncan T - 66 Chris Hubbard T - 62 Corey Levin C - 67 Xavier Newman-Johnson G - 75 Dillon Radunz G - 77 Peter Skoronski G Defensive Linemen - 96 Denico Autry DE - 92 Jayden Peevy DE - 90 Naquan Jones NT - 98 Jeffery Simmons DE - 93 Teair Tart NT Linebacker - 2 Azeez Al-Shaair ILB - 50 Jack Gibbens ILB - 57 Luke Gifford ILB - 51 Trevis Gipson OLB - 49 Arden Key OLB - 58 Harold Landry OLB - 42 Caleb Murphy OLB - 41 Otis Reese IV ILB - 56 Monty Rice ILB - 99 Rashad Weaver OLB Defensive Back - 23 Tre Avery CB - 44 Mike Brown SS - 31 Kevin Byard FS - 26 Kristian Fulton CB - 37 Amani Hooker SS - 39 Matthew Jackson SS - 40 Anthony Kendall CB - 21 Roger McCreary CB - 24 Elijah Molden FS - 0 Sean Murphy-Bunting CB - 20 Kindle Vildor CB Special Team - 46 Morgan Cox LS - 6 Nick Folk K - 4 Ryan Stonehouse P Lista delle riserve - 91 Shakel Brown DE (IR) - 3 Caleb Farley CB (PUP) - 25 Hassan Haskins RB (Exempt) - 78 Nicholas Petit-Frere T (Sospeso) - 18 Kyle Philips WR (IR) Squadra di allenamento - 45 Chance Campbell ILB - 28 Shyheim Carter CB - 97 Michael Dwumfour DE - 33 Eric Garror CB - 82 Tre'Shaun Harrison WR - 12 Mason Kinsey WR - 38 Armani Marsh CB - 69 T.K. McLendon Jr. DE - 73 Justin Murray T - 89 Thomas Odukoya TE - 61 John Ojukwu T - 95 Kyle Peko NT - 86 Kevin Rader TE - 70 Jordan Roos G - 76 Andrew Rupcich T - 48 Thomas Rush OLB - 13 Cade York K Roster aggiornato al 9 settembre 2023 53 attivi, 5 inattivi, 16 nella squadra di allenamento |
| Legenda - I rookie sono in corsivo. - Il primo ruolo è il principale mentre gli eventuali successivi indicano i ruoli secondari. - (IR) sta per Injured Reserve ed indica la lista ristretta per un solo giocatore infortunato che può tornare ad allenarsi dopo la settimana 6 e a rientrare in prima squadra dopo che questa ha giocato 8 partite. - (NF-Inj.) / (NF-Ill.) stanno rispettivamente per Non-Football Injured e Non-Football Illness ed indicano le liste dove viene inserito un giocatore che ha un infortunio o una malattia non dipendente dal football americano. - (PUP) sta per Physically Unable to Perform ed indica la lista dove viene inserito un giocatore mentre è in attesa di recuperare la condizione fisica. Nella stagione regolare dopo la sesta partita giocata dalla propria squadra, il giocatore ha tempo tre settimane per riprendere ad allenarsi, più tre settimane aggiuntive dal suo rientro agli allenamenti per rientrare in prima squadra. |

## Precampionato
Il 16 maggio 2023 fu annunciato il calendario delle gare del precampionato.
| Precampionato |           |            |                      |           |        |                   |            |         |
| Settimana     | Data      | Ora (CT)   | Avversario           | Risultato | Record | Stadio            | TV         | Sintesi |
| 1             | 12 agosto | 12:00 p.m. | @ Chicago Bears      | S 17-23   | 0-1    | Soldier Field     | WKRN (ABC) | Sintesi |
| 2             | 19 agosto | 7:00 p.m.  | @ Minnesota Vikings  | V 24-16   | 1-1    | U.S. Bank Stadium | WKRN (ABC) | Sintesi |
| 3             | 25 agosto | 7:15 p.m.  | New England Patriots | V 23-7    | 2-1    | Nissan Stadium    | WKRN (ABC) | Sintesi |

## Stagione regolare

### Calendario
Il calendario della stagione regolare 2023 fu reso noto l'11 maggio 2023. Data e orario della gara di settimana 18 furono stabilite il 31 dicembre 2023, dopo lo svolgimento del diciassettesimo turno.
| Stagione regolare |                     |                     |                           |                     |                     |                                    |                     |                     |
| Settimana         | Data                | Ora (CT)            | Avversario                | Risultato           | Record              | Stadio                             | TV                  | Sintesi             |
| 1                 | 10 settembre        | 12:00 p.m.          | @ New Orleans Saints      | S 15-16             | 0-1                 | Caesars Superdome                  | CBS                 | Sintesi             |
| 2                 | 17 settembre        | 12:00 p.m.          | Los Angeles Chargers      | V 27-24 (DTS)       | 1-1                 | Nissan Stadium                     | CBS                 | Sintesi             |
| 3                 | 24 settembre        | 12:00 p.m.          | @ Cleveland Browns        | S 3-27              | 1-2                 | Cleveland Browns Stadium           | CBS                 | Sintesi             |
| 4                 | 1º ottobre          | 12:00 p.m.          | Cincinnati Bengals        | V 27-3              | 2-2                 | Nissan Stadium                     | Fox                 | Sintesi             |
| 5                 | 8 ottobre           | 12:00 p.m.          | @ Indianapolis Colts      | S 16-23             | 2-3                 | Lucas Oil Stadium                  | CBS                 | Sintesi             |
| 6                 | 15 ottobre          | 8:30 p.m.           | Baltimore Ravens (I)      | S 16-24             | 2-4                 | Tottenham Hotspur Stadium (Londra) | NFL Network         | Sintesi             |
| 7                 | Settimana di riposo | Settimana di riposo | Settimana di riposo       | Settimana di riposo | Settimana di riposo | Settimana di riposo                | Settimana di riposo | Settimana di riposo |
| 8                 | 29 ottobre          | 12:00 p.m.          | Atlanta Falcons           | V 28-23             | 3-4                 | Nissan Stadium                     | CBS                 | Sintesi             |
| 9                 | 2 novembre          | 7:15 p.m.           | @ Pittsburgh Steelers (T) | S 16-20             | 3-5                 | Acrisure Stadium                   | Prime Video         | Sintesi             |
| 10                | 12 novembre         | 12:00 p.m.          | @ Tampa Bay Buccaneers    | S 6-20              | 3-6                 | Raymond James Stadium              | CBS                 | Sintesi             |
| 11                | 19 novembre         | 12:00 p.m.          | @ Jacksonville Jaguars    | S 14-34             | 3-7                 | EverBank Stadium                   | CBS                 | Sintesi             |
| 12                | 26 novembre         | 12:00 p.m.          | Carolina Panthers         | V 17-10             | 4-7                 | Nissan Stadium                     | Fox                 | Sintesi             |
| 13                | 3 dicembre          | 12:00 p.m.          | Indianapolis Colts        | S 28-31 (DTS)       | 4-8                 | Nissan Stadium                     | CBS                 | Sintesi             |
| 14                | 11 dicembre         | 7:15 p.m.           | @ Miami Dolphins (M)      | V 28-27             | 5-8                 | Hard Rock Stadium                  | ESPN                | Sintesi             |
| 15                | 17 dicembre         | 12:00 p.m.          | Houston Texans            | S 16-19 (DTS)       | 5-9                 | Nissan Stadium                     | CBS                 | Sintesi             |
| 16                | 24 dicembre         | 12:00 p.m.          | Seattle Seahawks          | S 17-20             | 5-10                | Nissan Stadium                     | CBS                 | Sintesi             |
| 17                | 31 dicembre         | 12:00 p.m.          | @ Houston Texans          | S 3-26              | 5-11                | NRG Stadium                        | Fox                 | Sintesi             |
| 18                | 7 gennaio           | 12:00 p.m.          | Jacksonville Jaguars      | V 28-20             | 6-11                | Nissan Stadium                     | CBS                 | Sintesi             |

Note:
- Gli avversari della propria division sono in grassetto.
- Il simbolo "@" indica una partita giocata in trasferta.
- (M) indica il Monday Night Football, (T) il Thursday Night Football e (I) una partita delle NFL International Series.

## Premi

### Premi settimanali e mensili
- Nick Folk:

giocatore degli special team della AFC della settimana 2
- Will Levis:

rookie della settimana 8
- Harold Landry:

difensore della AFC della settimana 14
- Derrick Henry:

running back della settimana 18